# Al-Khidr
al-Khiḍr (in arabo ﺍﻟﺨﻀﺮ‎?), o al-Khaḍir, oppure Khezr in persiano e Khidr in arabo, è un semi-misterioso personaggio del Corano che compare nella Sūra XVIII, ai versetti 59-81. Viene anche chiamato il "verde" o il "verdeggiante".

## Racconto coranico
Nella Sūra si racconta che al-Khiḍr avrebbe soccorso il profeta Mosè (in arabo Mūsā) che, scortato da un suo servo, si accingeva a raggiungere il "Confluir dei Due Mari" (majmaʿ al-baḥrayn), che vari esegeti identificano nell'area in cui si unirebbero le acque del Golfo Persico e quelle del Mar Rosso.
Di fronte a un'imprevista difficoltà (un pesce salato portato con loro come vivanda che, tornato in vita, si sarebbe tuffato nelle acque del mare, cosa della quale il servo si era dimenticato di informare Mūsā, a causa del maligno intervento di Satana)
(Cor., XVIII:61. Trad. di Alessandro Bausani)
al-Khiḍr sarebbe improvvisamente comparso sulla scena, rispondendo positivamente alla supplice richiesta di Mūsā
obiettando però
La sua disponibilità ad aiutare i due a trovare la "giusta via" (rushd) fu dunque condizionata da un totale affidamento fiducioso a lui da parte di Mūsā e del suo servo, come si conviene a qualsiasi discepolo nei confronti del suo Maestro e Guida:
cosa questa che acquisterà un particolare significato esoterico per i futuri sufi musulmani nel loro cammino ascetico. Come è intuibile, però, Mūsā non si sarebbe saputo trattenere dal chiedere il motivo di alcuni atti incomprensibili e persino apparentemente reprensibili di al-Khiḍr:
Rispose: «Non ti avevo detto che non avresti avuto pazienza insieme con me?».
Disse: «Non essere in collera per la mia dimenticanza e non impormi una prova troppo difficile».
Continuarono insieme e incontrarono un giovanetto che [quello] uccise. Insorse [Mosè]: «Hai ucciso un incolpevole, senza ragione di giustizia? Hai certo commesso un’azione orribile».
Rispose: «Non ti avevo detto che non avresti avuto pazienza insieme con me?».
Disse [Mosè]: «Se dopo di ciò ancora ti interrogherò, non mi tenere più insieme con te. Ti prego di scusarmi».
Continuarono insieme e giunsero nei pressi di un abitato. Chiesero da mangiare agli abitanti, ma costoro rifiutarono l’ospitalità. S’imbatterono poi in un muro che minacciava di crollare e [quello] lo raddrizzò. Disse [Mosè]: «Potresti ben chiedere un salario per quello che hai fatto».
Disse: «Questa è la separazione. Ti spiegherò il significato di ciò che non hai potuto sopportare con pazienza.
Per quel che riguarda la nave, apparteneva a povera gente che lavorava sul mare. L’ho danneggiata perché li inseguiva un tiranno che l’avrebbe presa con la forza.
Il giovane aveva padre e madre credenti, abbiamo voluto impedire che imponesse loro ribellione e miscredenza e abbiamo voluto che il loro Signore desse loro in cambio [un figlio] più puro e più degno di affetto.
Il muro apparteneva a due orfani della città e alla sua base c’era un tesoro che apparteneva loro. Il loro padre era uomo virtuoso e il tuo Signore volle che raggiungessero la loro età adulta e disseppellissero il loro tesoro; segno questo della misericordia del tuo Signore. Io non l’ho fatto di mia iniziativa. Ecco quello che non hai potuto sopportare con pazienza».»
(65-82 del Corano)

## al-Khiḍr nell'interpretazione storico-religiosa
Gli studiosi di Storia delle religioni indicano come modelli ispiratori del racconto coranico la saga mesopotamica di Gilgamesh, il Romanzo di Alessandro e la leggenda ebraica di Elia e di Rabbi Joshua ben Levi.
In particolare nell'epica di Gilgamesh, questi corrisponde al Mūsā del racconto coranico e Utnapishtim corrisponderebbe ad Al Khadir (Hasisu, uno degli epiteti di Utnapishtim, può essere stato adattato in Khadir). Nell'epopea, il confluire dei due mari viene sostituito dal confluire dei fiumi Tigri ed Eufrate, oltre il quale sono localizzati i giardini di Shamash dove Utnapishtim viveva. La rushd o "retta via" è sostituita dalla "vita (lunga? eterna?)". Gilgamesh non resiste alle prove sottopostegli da Utnapishtim, e perde l'immortalità.

Nel romanzo di Alessandro, Alessandro e il suo soldato al-Khidr sono in viaggio alla ricerca della Fonte della vita. Alessandro fallisce, mentre al-Khidr raggiunge la fonte e ne beve l'acqua, ottenendo l'immortalità.

Tali fonti di ispirazione extra-bibliche vanno così ad arricchire la tradizione biblica a proposito dell'esperienza di Mosè al seguito del saggio Ietro, sacerdote di Madian: il confluire dei due mari sarebbe dunque lo sbocco del golfo di Aqaba nel mar Rosso, nei pressi dell'odierna Sharm el-Sheikh.
Secondo un'esegesi islamica, al contrario, la designazione "al Khidr" sarebbe una semplice indicazione di provenienza geografica, di appartenenza al popolo dei Kedariti, sineddoche per indicare gli Arabi, laddove i due mari sarebbero il mar Rosso ed il golfo Persico, confini della penisola arabica.
Il personaggio al-Khidr è spesso associato simbolicamente a San Giorgio (tanto che il giorno in cui vengono festeggiati entrambi i santi è coincidente), ma soprattutto al ricco mercante Abū Bakr, principale finanziatore della discesa in campo di Maometto e suo futuro suocero, nonché erede del regno medinese da lui fondato.

## Santuari dedicati ad al-Khiḍr
Tra i santuari dedicati alla figura di questo profeta preislamico citato nel Corano, spiccano i 25 presenti nella sola Cilicia, voluti dalla comunità alauita.
- Moschea di Hazrat-Hizr a Samarcanda.

## Ibn Arabi
Ibn Arabi avrebbe incontrato più volte la figura di al-khidr in forma di persona e come guida spirituale.